# کنشتسا لشنا
کنشتسا لشنا (به لهستانی:  Kęszyca Leśna) یک روستا در لهستان است که در گمینا مینزژچ واقع شده‌است.
 کنشتسا لشنا   ۷۵ متر بالاتر از سطح دریا واقع شده‌است.